# Roaillan
Roaillan är en kommun i departementet Gironde i regionen Nouvelle-Aquitaine i sydvästra Frankrike. Kommunen ligger i kantonen Langon som tillhör arrondissementet Langon. År 2022 hade Roaillan 1 793 invånare.

## Befolkningsutveckling
Antalet invånare i kommunen Roaillan
Referens:INSEE